# Hypocopra
Hypocopra is een geslacht van schimmels behorend tot de familie Xylariaceae.

## Soorten
Volgens Index Fungorum telt het geslacht 32 soorten (peildatum januari 2023):
| Soortnaam                                     | Auteur(s)                                | Publicatiejaar |
| --------------------------------------------- | ---------------------------------------- | -------------- |
| Hypocopra annulata                            | J.C. Krug & Cain                         | 1974           |
| Hypocopra anomala                             | J.C. Krug & Cain                         | 1974           |
| Hypocopra antarctica                          | (Speg.) Rehm                             | 1899           |
| Hypocopra bicolor                             | J.C. Krug & Cain                         | 1974           |
| Hypocopra brefeldii (Gelijksporig mesturntje) | (Zopf) Zopf                              | 1883           |
| Hypocopra brevilineata                        | Munk                                     | 1948           |
| Hypocopra capillifera                         | (Curr.) Sacc.                            | 1882           |
| Hypocopra capturae                            | (Speg.) Sacc.                            | 1882           |
| Hypocopra cataphracta                         | J.C. Krug & Cain                         | 1974           |
| Hypocopra dakotensis                          | Griffiths                                | 1901           |
| Hypocopra dolichopoda                         | J.C. Krug & Cain                         | 1974           |
| Hypocopra elachyglossina                      | J.C. Krug & Cain                         | 1974           |
| Hypocopra equorum                             | (Fuckel) G. Winter                       | 1885           |
| Hypocopra festucacea                          | J.C. Krug & Cain                         | 1974           |
| Hypocopra fimeti                              | (Pers.) Fuckel                           | 1870           |
| Hypocopra hypocoproides                       | (Speg.) J.C. Krug & Cain                 | 1974           |
| Hypocopra keniensis                           | J.C. Krug & Cain                         | 1974           |
| Hypocopra leporina                            | (Niessl) J.C. Krug & N. Lundq. ex Doveri | 2008           |
| Hypocopra lojkaeana                           | (Rehm) J.C. Krug & N. Lundq. ex Doveri   | 2008           |
| Hypocopra merdaria (Langspletig mesturntje)   | (Fr.) J. Kickx f.                        | 1867           |
| Hypocopra ornithophila                        | Speg.                                    | 1887           |
| Hypocopra pachyalax (Kortspletig mesturntje)  | J.C. Krug & Cain                         | 1974           |
| Hypocopra parvula (Kleinsporig mesturntje)    | Griffiths                                | 1901           |
| Hypocopra phorcodes                           | J.C. Krug & Cain                         | 1974           |
| Hypocopra planispora                          | J.C. Krug & Cain                         | 1974           |
| Hypocopra plinthina                           | J.C. Krug & Cain                         | 1974           |
| Hypocopra punicea                             | J.C. Krug & Cain                         | 1974           |
| Hypocopra rostrata                            | Griffiths                                | 1901           |
| Hypocopra stephanophora                       | J.C. Krug & Cain                         | 1974           |
| Hypocopra stercoraria                         | (Sowerby) Fuckel                         | 1870           |
| Hypocopra winteri                             | Oudem.                                   | 1885           |
| Hypocopra zeae                                | Samarak. & K.D. Hyde                     | 2022           |